# Swallow
Swallow es una película de suspenso psicológico del 2019, escrita y dirigida por Carlo Mirabella-Davis. Sus protagonistas son Haley Bennett, Austin Stowell, Elizabeth Marvel, David Rasche y Denis O'Hare.

## Argumento
Hunter parece llevar una vida perfecta junto a su esposo Richie. Sin embargo, se encuentra confinada al papel de mujer-objeto. Tan pronto como queda embarazada, desarrolla un extraño trastorno alimenticio, la pica, que se caracteriza por la ingestión de objetos no comestibles.

## Reparto
- Haley Bennett como Hunter.
- Austin Stowell como Richie.
- Elizabeth Marvel como Katherine.
- David Rasche como Michael.
- Denis O'Hare como Erwin.
- Lauren Vélez como Lucy.
- Zabryna Guevara como Alice.
- Laith Nakli como Luay.
- Babak Tafti como Aaron.
- Nicole Kang como Bev.

## Producción
En septiembre de 2016 se anunció que Carlo Mirabella-Davis dirigiría el filme a partir de un guion que él mismo redactó, iniciando así su carrera como director. Mynette Louie y Mollye Asher produjeron la película junto a Syncopated Films y Standalone Productions. Carole Baraton y Frédéric Fiore oficiaron como productores en representación de Charades y Logical Pictures, respectivamente. Joe Wright, Bennett, Constantin Briest, Johann Comte, Pierre Mazars, Eric Tavitian y Sam Bisbee son los productores ejecutivos del proyecto. En mayo de 2018, Haley Bennett, Austin Stowell, Elizabeth Marvel, David Rasche y Denis O'Hare se unieron al elenco.

### Rodaje
El rodaje de Swallow comenzó en mayo de 2018 en una casa de cristal en Poughkeepsie, Nueva York, junto al río Hudson y en una granja cercana.
Según Mirabella-Davis, la selección de la casa de cristal se debe a su apariencia estilo Hitchcock. También ha comparado el río que bordea a la casa a un anillo del humor que representa la libertad, el poder y el peligro, todo lo opuesto a lo que experimenta el personaje de Hunter en la película.

## Lanzamiento
Swallow se estrenó mundialmente el 28 de abril de 2019, durante el Festival de Cine de Tribeca. Su lanzamiento en Francia ocurrió el 15 de enero de 2020, mientras que en Estados Unidos será el 6 de marzo de 2020.[cita requerida]

## Recepción

### Crítica
Swallow recibió opiniones positivas de los especialistas. En el sitio web Rotten Tomatoes mantiene un 88% de aprobación considerando 26 reseñas profesionales. En Metacritic, la película ha obtenido 63 puntos de un máximo de 100 a partir de 6 opiniones, lo que indica «críticas generalmente favorables».[cita requerida]